# Iglesia Bautista de Westboro
La Iglesia Bautista de Westboro es una Iglesia bautista independiente conocida por ser extremadamente homófoba, y por sus duras críticas a la Iglesia católica, iglesias ortodoxas, musulmanes, judíos, soldados estadounidenses y políticos varios. Era liderada por Fred Phelps y radicada en Topeka, Kansas, Estados Unidos.
La Iglesia Bautista de Westboro posee varias páginas web, tales como GodHatesFags.com, (literalmente, DiosOdiaALosMaricones.com) GodHatesAmerica.com (DiosOdiaAmerica.com), y otras que condenan a lesbianas, gays, bisexuales y transexuales (LGBT), católicos, musulmanes y judíos. Sus páginas también condenan a quienes, según la Iglesia Bautista de Westboro, apoyan a estos grupos:suecos, canadienses, irlandeses, británicos, mexicanos y estadounidenses.
La Liga Antidifamación realiza un seguimiento de esta organización. Además, la Iglesia Bautista de Westboro está clasificada como discriminatoria (hate group) por el Southern Poverty Law Center. Aunque ya se los conocía en las comunidades LGBT por organizar piquetes en eventos como el Día del Orgullo Gay o en funerales de homosexuales, la Iglesia Bautista de Westboro alcanzó más notoriedad al organizar piquetes en los funerales de soldados muertos en combate en la Guerra de Irak, protestas que tienen su origen en los sentimientos antiestadounidenses de Phelps.
Sus miembros se autoidentifican como bautistas, aunque esta Iglesia es independiente. La Iglesia se describe a sí misma como seguidora de los principios del bautismo primitivo y del calvinismo. Su primer oficio religioso se celebró en el mediodía del domingo, 27 de noviembre de 1955.
Múltiples iglesias cristianas han expresado su desaprobación y han denunciado actos como la Convención Bautista del Sur. Otras iglesias, tales como la Iglesia Metodista y diversas iglesias evangélicas han condenado sus acciones.
La Iglesia Bautista de Westboro dice trabajar a partir de creencias cristianas fundamentalistas, expresadas en su eslogan más conocido, «God hates fags» (Dios odia a los maricones). Este eslogan está basado en su exégesis bíblica, y se centra alrededor de la idea de que las tragedias del mundo están vinculadas de alguna forma a la homosexualidad— en especial, al incremento de la tolerancia y la aceptación de la denominada «agenda homosexual». El grupo mantiene que Dios odia a los homosexuales más que a los restantes «pecadores» y que la homosexualidad debería estar castigada con la pena de muerte.

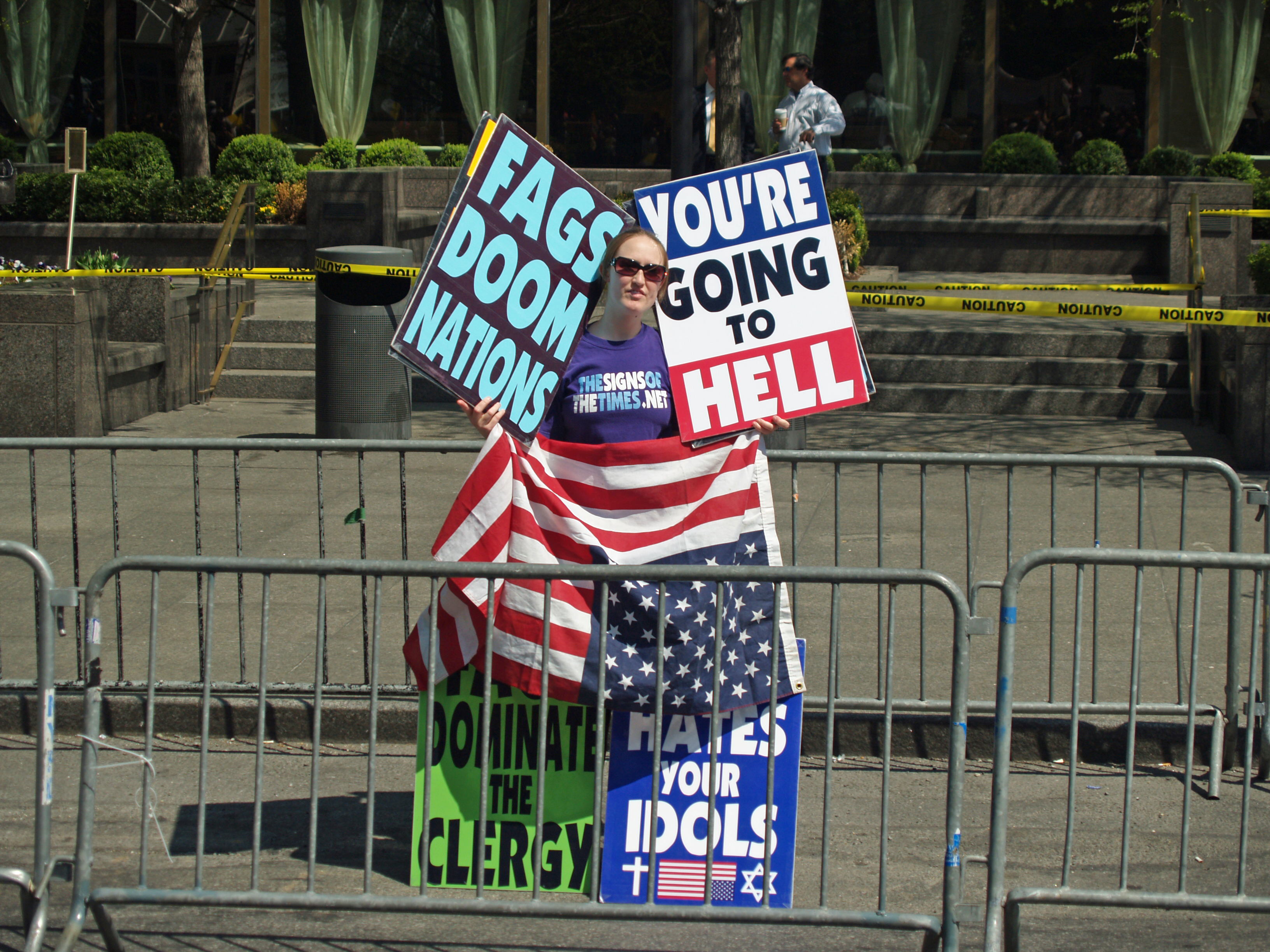
Un manifestante de la iglesia protesta contra la Visita del Papa Benedicto XVI a Nueva York

En abril de 2007, salió al aire el documental The Most Hated Family in America (La familia más odiada de Estados Unidos) realizado por Louis Theroux, donde el conocido periodista se entrevistó con varios miembros de la Iglesia Bautista de Westboro.
En marzo de 2011, el programa 'Salvados'. ('La Sexta' España), les dedicó un reportaje 'Los Phelps' con entrevistas de Jordi Évole a la familia Phelps.

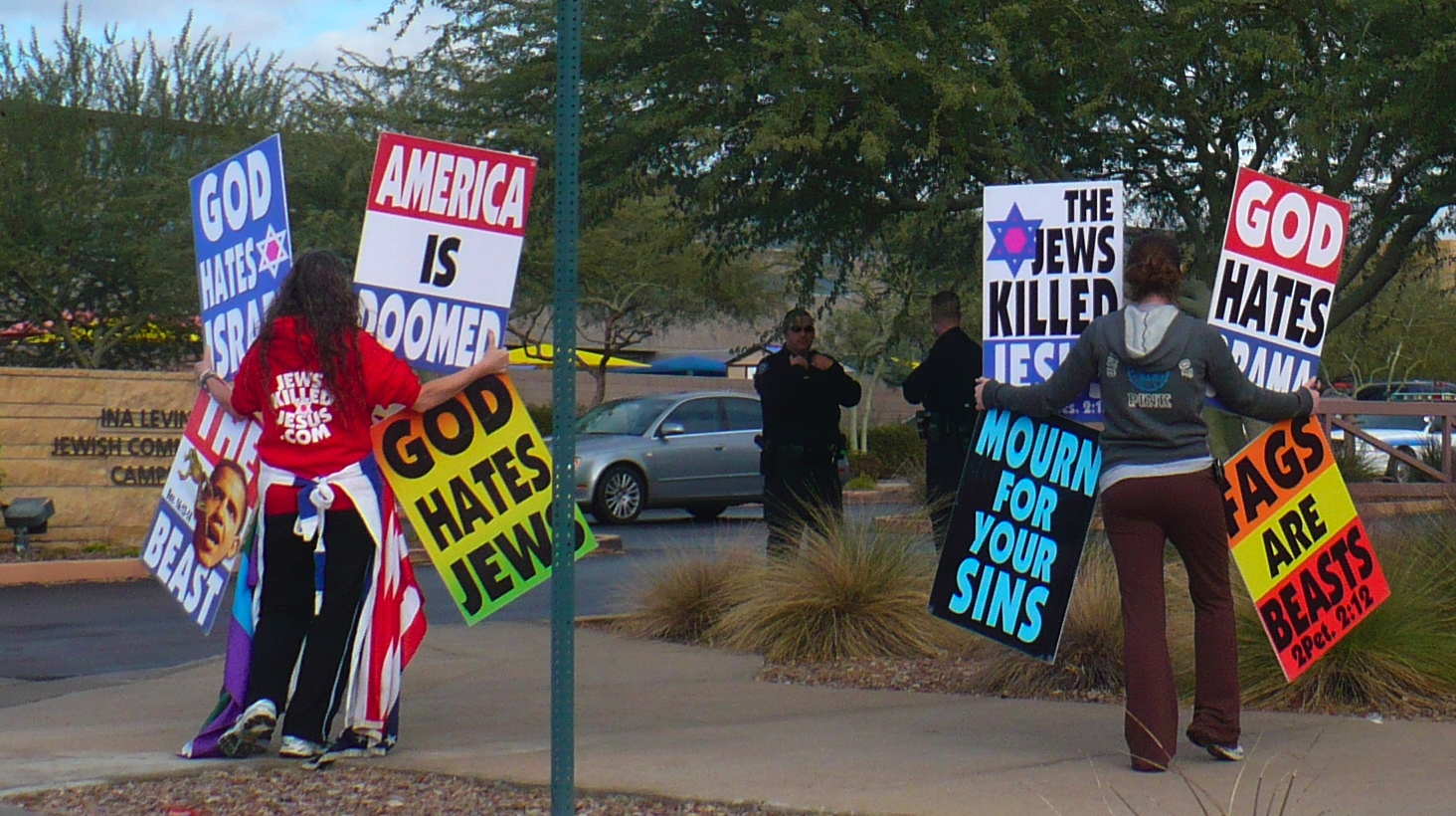
Protesta contra los Judíos con carteles que dicen "Dios odia los Judíos"